# Gordon (Pensilvania)
Gordon es un borough ubicado en el condado de Schuylkill en el estado estadounidense de Pensilvania. En el año 2000 tenía una población de 781 habitantes y una densidad poblacional de 475.2 personas por km².

## Geografía
Gordon se encuentra ubicado en las coordenadas 40°45′03″N 76°20′22″O / 40.75083, -76.33944.

## Demografía
Según la Oficina del Censo en 2000 los ingresos medios por hogar en la localidad eran de $30,855 y los ingresos medios por familia eran $40,714. Los hombres tenían unos ingresos medios de $28,125 frente a los $21,354 para las mujeres. La renta per cápita para la localidad era de $13,873. Alrededor del 11.3% de la población estaba por debajo del umbral de pobreza.